# Liste biblischer Personen/O
Diese Liste biblischer Personen führt Eigennamen von Personen auf, die in der Bibel vorkommen. Sie ist nach dem Alphabet auf mehrere Seiten aufgeteilt. Angegeben sind jene Bibelstellen, in denen die Person zuerst genannt wird. Namen von Orten, Bergen, Flüssen, Seen, Meeren, Inseln, Heiligtümern, Ländern, Völkern finden sich in der Liste geographischer und ethnographischer Bezeichnungen in der Bibel. 

## O
| Name (dt.)  | Name (Urtext)                                | Bedeutung des Namens                                                                         | Bibelstelle       | Person                                                 |
| ----------- | -------------------------------------------- | -------------------------------------------------------------------------------------------- | ----------------- | ------------------------------------------------------ |
| Obadja      | עֹבַדְיָהוּ ʿōḇadjāhū                             | „JHWH-Verehrer“, „JHWH-Sklave“                                                               | 1 Kön 18,3 u. ö.  | Hofmeister unter Ahab                                  |
| Obadja      | עֹבַדְיָהוּ ʿōḇadjāhū                             | „JHWH-Verehrer“, „JHWH-Sklave“                                                               | 1 Chr 27,19       | Vater Jischmajas, eines Fürsten von Sebulon            |
| Obadja      | עֹבַדְיָהוּ ʿōḇadjāhū                             | „JHWH-Verehrer“, „JHWH-Sklave“                                                               | 2 Chr 34,12       | Levit, Aufseher beim Wiederaufbau des Tempels          |
| Obadja      | עֹבַדְיָה ʿōḇadjâ                                | „JHWH-Verehrer“, „JHWH-Sklave“                                                               | 1 Chr 3,21        | Nachkomme Davids                                       |
| Obadja      | עֹבַדְיָה ʿōḇadjâ                                | „JHWH-Verehrer“, „JHWH-Sklave“                                                               | 1 Chr 7,3         | Sohn Jisrachjas und Sippenhaupt aus dem Stamm Issachar |
| Obadja      | עֹבַדְיָה ʿōḇadjâ                                | „JHWH-Verehrer“, „JHWH-Sklave“                                                               | 1 Chr 8,38        | Sohn Azels aus dem Stamm Benjamin                      |
| Obadja      | עֹבַדְיָה ʿōḇadjâ                                | „JHWH-Verehrer“, „JHWH-Sklave“                                                               | 1 Chr 9,16        | Levit, identisch mit Abda                              |
| Obadja      | עֹבַדְיָה ʿōḇadjâ                                | „JHWH-Verehrer“, „JHWH-Sklave“                                                               | 1 Chr 9,44        | Levit                                                  |
| Obadja      | עֹבַדְיָה ʿōḇadjâ                                | „JHWH-Verehrer“, „JHWH-Sklave“                                                               | 1 Chr 12,10       | Offizier von Gad in Davids Armee                       |
| Obadja      | עֹבַדְיָה ʿōḇadjâ                                | „JHWH-Verehrer“, „JHWH-Sklave“                                                               | 2 Chr 17,7        | Beamter unter Josaphat, lehrte das Volk                |
| Obadja      | עֹבַדְיָה ʿōḇadjâ                                | „JHWH-Verehrer“, „JHWH-Sklave“                                                               | Esr 8,9           | Sohn Jehiëls, Oberhaupt einer Heimkehrerfamilie        |
| Obadja      | עֹבַדְיָה ʿōḇadjâ                                | „JHWH-Verehrer“, „JHWH-Sklave“                                                               | Neh 10,6 u. ö.    | Jerusalemer, der sich aufs Gesetz verpflichtet         |
| Obadja      | עֹבַדְיָה ʿōḇadjâ                                | „JHWH-Verehrer“, „JHWH-Sklave“                                                               | Obd 1,1           | Obadja, Prophet                                        |
| Obal        | עוֹבָל ʿōḇāl und עֵיבָל ʿēḇāl                    | unsicher                                                                                     | Gen 10,28 u. ö.   | Sohn von Joktan                                        |
| Obed        | עוֹבֵד ʿōḇēd                                   | „Verehrer [JHWHs]“                                                                           | Rut 4,17 u. ö.    | Vater Isais, Großvater König Davids                    |
| Obed        | עוֹבֵד ʿōḇēd                                   | „Verehrer [JHWHs]“                                                                           | 1 Chr 2,37f       | Kalebiter, Sohn Eflals, Vater Jehus                    |
| Obed        | עוֹבֵד ʿōḇēd                                   | „Verehrer [JHWHs]“                                                                           | 1 Chr 11,47       | Held Davids, aus Zoba                                  |
| Obed        | עוֹבֵד ʿōḇēd                                   | „Verehrer [JHWHs]“                                                                           | 1 Chr 26,7        | levitischer Torwächter                                 |
| Obed        | עוֹבֵד ʿōḇēd                                   | „Verehrer [JHWHs]“                                                                           | 2 Chr 23,1        | Vater eines Offiziers unter Atalja                     |
| Obed-Edom   | עֹבֵד אֱדוֹם ʿōḇēd ʾᵆdōm und עֹבֵד־אֱדֹם ʿōḇēd-ʾᵆdōm | „der Verehrer des Gottes Edom“, „der Sklave des Gottes Edom“                                 | 2 Sam 6,10 u. ö.  | Gatiter, bei dem die Bundeslade zeitweise stand        |
| Obed-Edom   | עֹבֵד אֱדוֹם ʿōḇēd ʾᵆdōm und עֹבֵד־אֱדֹם ʿōḇēd-ʾᵆdōm | „der Verehrer des Gottes Edom“, „der Sklave des Gottes Edom“                                 | 1 Chr 15,18       | Levitischer Sänger und Torwächter                      |
| Obil        | אוֹבִיל ʾōḇîl                                  | verm. „Kamelhirt“                                                                            | 1 Chr 27,30       | Ismaeliter, Verwalter Davids                           |
| Ochran      | עָכְרָן ʿåḵrān                                  | vllt. „Störer“ oder „Kummervoll“                                                             | Num 1,13 u. ö.    | Ascherit, Vater des Befehlshabers Pagiël               |
| Oded        | עוֹדֵד ʿōdēd und עֹדֵד ʿōdēd                     | unsicher, vllt. „[JHWH] hat aufgerichtet“ oder „Orakeldeuter“, „Seher“                       | 2 Chr 15,1.8      | Vater des Propheten Asarja                             |
| Oded        | עוֹדֵד ʿōdēd und עֹדֵד ʿōdēd                     | unsicher, vllt. „[JHWH] hat aufgerichtet“ oder „Orakeldeuter“, „Seher“                       | 2 Chr 28,9        | Prophet                                                |
| Ofir        | אוֹפִיר ʾōp̄îr und אוֹפִר ʾōp̄ir                   | „Fülle“                                                                                      | Gen 10,29 u. ö.   | Sohn Joktans                                           |
| Ofra        | עָפְרָה ʿåp̄râ                                   | „Capriden-Jungtier“                                                                          | 1 Chr 4,14        | Sohn Meonotais, aus dem Stamm Juda                     |
| Og          | עוֹג ʿōg und עֹג ʿōg                           | unsicher                                                                                     | Num 21,33 u. ö.   | König von Baschan                                      |
| Ohad        | אֹהַד ʾōhad                                    | vllt. „Wo ist Hoheit?“ oder „[mein] Vater ist Hoheit“                                        | Gen 46,10         | Sohn Simeons                                           |
| Ohel        | אֹהֶל ʾōhæl                                    | vllt. „Zelt + ?“                                                                             | 1 Chr 3,20        | Davidide, Sohn Meschullams                             |
| Ohola       | אָהֳלָה ʾåhålâ                                  | vllt. „sie hat ihr [eigenes] Zelt“                                                           | Ez 23,4 u. ö.     | Symbolname für Samaria                                 |
| Oholiab     | אָהֳלִיאָב ʾåhålîʾāḇ                             | „Vater ist Zelt“                                                                             | Ex 31,6 u. ö.     | am Bau der Stiftshütte beteiligter Künstler            |
| Oholiba     | אָהֳלִיבָה ʾåhålîʾḇâ                             | vllt. „mein Zelt [ist] in ihr“                                                               | Ez 23,4 u. ö.     | Symbolname für Jerusalem                               |
| Oholibama   | אָהֳלִיבָמָה ʾåhålîḇāmâ                           | „[mein] Zelt [ist das] Höhenheiligtum“, „[mein] Zelt [ist auf der] Höhe“                     | Gen 36,2 u. ö.    | Frau Esaus, Tochter Anas, Enkelin des Hiwiters Zibon   |
| Olympas     | Όλυμπᾶς Olympâs                              | Kurzform von Namen mit dem Element „Olymp“                                                   | Röm 16,15         | Gegrüßter im Römerbrief                                |
| Omar        | אוֹמָר ʾōmār                                   | ungeklärt, vllt. „Lamm, Widder“ oder „geredet hat JHWH“                                      | Gen 36,11 u. ö.   | edomitischer Fürst, Sohn des Elifas                    |
| Omri        | עָמְרִי ʿåmrî                                   | unsicher, vllt. „Garbe“ oder „leben“                                                         | 1 Kön 16,16 u. ö. | Omri, König von Israel                                 |
| Omri        | עָמְרִי ʿåmrî                                   | unsicher, vllt. „Garbe“ oder „leben“                                                         | 1 Chr 7,8         | Benjaminit                                             |
| Omri        | עָמְרִי ʿåmrî                                   | unsicher, vllt. „Garbe“ oder „leben“                                                         | 1 Chr 9,4         | Judäer                                                 |
| Omri        | עָמְרִי ʿåmrî                                   | unsicher, vllt. „Garbe“ oder „leben“                                                         | 1 Chr 27,18       | issacharitischer Stammesfürst                          |
| On          | אוֹן ʾōn                                      | „Kraft“, „Vermögen“                                                                          | Num 16,1          | Rubeniter, Sohn Pallus                                 |
| Onam        | אוֹנָם ʾōnām                                   | „Kraft“, „Vermögen“                                                                          | Gen 36,23 u. ö.   | Sohn Schobals, Nachkomme Esaus                         |
| Onam        | אוֹנָם ʾōnām                                   | „Kraft“, „Vermögen“                                                                          | 1 Chr 2,26.28     | Nachkomme Jerachmeels                                  |
| Onan        | אוֹנָן ʾōnān                                   | „Kraft“, „Vermögen“                                                                          | Gen 38,4 u. ö.    | Sohn Judas                                             |
| Onesimus    | Όνήσιμος Onēsimos                            | „der Nützliche“, „der Gewinnbringende“, „der Vorteilhafte“                                   | Kol 4,9           | Sklave des Philemon, Mitarbeiter des Paulus            |
| Onesiphoros | Όνησίφορος Onēsíphoros                       | „der Nutzbringende“, „der Vorteilbringende“                                                  | 2 Tim 1,16        | Mitarbeiter des Paulus                                 |
| Onias       | Ονιας Onias                                  | „[JHWH] ist gnädig“                                                                          | 1 Makk 12,5       | Onias I., Hohepriester                                 |
| Onias       | Ονιας Onias                                  | „[JHWH] ist gnädig“                                                                          | Sir 50,1          | Onias II., Vater des Hohepriesters Simeon              |
| Oreb        | עֹרֵב ʿōrēḇ                                    | „Rabe“                                                                                       | Ri 7,25 u. ö.     | Midianiterfürst                                        |
| Oren        | אֹרֶן ʾōræn                                    | „Lorbeerbaum“                                                                                | 1 Chr 2,25        | Kalebiter, Sohn Hezrons                                |
| Ornan       | אָרְנָן ʾårnān                                  | unsicher                                                                                     | 1 Chr 21,15 u. ö. | Tennenbesitzer, identisch mit Arauna                   |
| Orpa        | עָרְפָּה ʿårppâ                                  | unsicher, vllt. „Hartnäckigkeit“ oder „Wolke“ oder „die mit vollem Haar“ oder „die Duftende“ | Rut 1,4.14        | Schwiegertochter Noomis                                |
| Osni        | אָזְנִי ʾåznî                                   | „mein Ohr“                                                                                   | Num 26,16 u. ö.   | Gaditer, Stammvater der Osniter                        |
| Otni        | עָתְנִי ʿåtnî                                   | unsicher, vllt. „mein Schutz ist Gott“ oder „Gott hat mir geholfen“                          | 1 Chr 26,7        | levitischer Torwächter, Sohn Schemajas                 |
| Otniël      | עָתְנִיאֵל ʿåtnîʾēl                              | unsicher, vllt. „mein Schutz ist Gott“ oder „Gott hat mir geholfen“                          | Jos 15,17 u. ö.   | Otniel, Richter, Sohn des Kenas                        |
| Otniël      | עָתְנִיאֵל ʿåtnîʾēl                              | unsicher, vllt. „mein Schutz ist Gott“ oder „Gott hat mir geholfen“                          | 1 Chr 27,15       | Offizier unter David                                   |
| Otniël      | Γοθονιηλ Gothniēl                            | unsicher, vllt. „mein Schutz ist Gott“ oder „Gott hat mir geholfen“                          | Jdt 6,15          | Vater Kabris                                           |
| Ozem        | אֹצֶם ʾōṣæm                                    | vllt. „zornig sein“                                                                          | 1 Chr 2,15        | sechster Sohn Isais                                    |
| Ozem        | אֹצֶם ʾōṣæm                                    | vllt. „zornig sein“                                                                          | 1 Chr 2,25        | Kalebiter, Sohn Jerachmeels                            |